# WhiteStudioNekoashi
WhiteStudioNekoashi（白いスタジオねこあし 通称:白いスタねこ）は、主にアダルトゲームやコンシューマーゲーム、同人などのムービー（OPやプロモーション等）を作成しているムービー制作ブランド。

## 概要
癸乙夜（みずのといつや）が大学在籍中、静止画ムービーを見て独学で勉強を始めすっかり映像世界の魅に。その後、03年よりフリーランスのデモムービー作家として活動。
のちの06年、映像制作ブランド「Mju:z」を神月社、パリオともに立ち上げ現在在籍中。

## コンシューマー作品一覧
- 状況開始っ!
- 蒼い空のネオスフィア どきどきアドベンチャー Effective E
- ガジェットトライアル
- D.C. Four Seasons 〜ダ・カーポ〜 フォーシーズンズ サマー編

## アダルトゲーム作品一覧
- ホワイトブレス 〜with faint hope〜 ロングデモムービー
- あいかぎDVDエディッション OP・デモムービー
- チェリッシュピザはいかがですか デモ/ロングデモ
- 天空のシンフォニア システムデモ・ゲーム内ムービー
- 最終試験くじら デモムービーB
- D.C. Summer Vacation 〜ダ・カーポ サマーバケーション〜 OPムービー/デモ
- 終の館 〜罪と罰〜 OPムービー
- 最終試験くじら〜Departures〜イメージムービー/CM
- 終の館 〜恋文〜 OPムービー
- つくしてあげるの! デモ/OPムービー
- アニマムンディ・終わりなき闇の舞踏 デモ/OPムービー
- 巫女さん細腕繁盛記えくすとら デモ/OPムービー
- 夏ノ空 デモ/OPムービー
- エレベーターパニック OP/デモムービー
- 全て奪ってやる! OP/デモムービー
- はめ☆ドリ CMムービー
- よい娘の悩み相談室 デモムービー
- つ・ぼ・み 新デモムービー
- Yo-Jin-Bo 〜運命のフロイデ〜 OP/デモムービー
- エンゲージ 〜お姉様と私〜 OP/デモムービー
- はぴねす! 小日向すももキャラクターPV
- MOON CHILDe OPムービー
- Giftにじいろストーリーズ
- 七彩かなた
- むすんで、ひらいて
- でぼの巣箱
- 鐘ノ音ダイナティック
- H2O -FOOTPRINTS IN THE SAND-
- PP -ピアニッシモ- 操リ人形ノ輪舞
- いな☆こい! 〜お稲荷さまとモテモテのたたり〜
- きすみみ!! 〜Kiss! Me! Me!〜

## 同人作品一覧
- SevenDeadlySins メイキングムービー
- 幻想廃人 ムービー用3DCGワークス
- 星の降る夜 OP/デモムービー
- 刻無零 OP/デモムービー
- My Sweet Home デモ/OPムービー
- わく作 デモムービー
- ジオラマ OP/デモムービー